# عيني عينك (مسلسل)
عيني عينك مسلسل يمني، من إنتاج الفضائية اليمنية، وإخراج فضل العلفي، ومن تأليف عبد الكريم الأشموري ومحمد صالح الحبيشي. يعالج قضايا ومشاكل وهموم يمنية اجتماعية وثقافية وسياسية وغيرها، بأسلوب كوميدي ساخر خاص به، يشد إليه اليمنيون في كل رمضان، تم تصوير ثلاثة مواسم منه.

## نظرة عامة
العمل كانت بدايته على أنقاض مسلسل كيني ميني في جزئه الثالث، حيث اشترت قناة السعيدة حقوق المسلسل من شركة إنتاجه التي كانت تبيعه سنويا للتلفزيون اليمني الحكومي القناة الفضائية (الأولى)، حدثت مشاكل حيث رفض المخرج فضل العلفي ونجم المسلسل الأول عبد الكريم الأشموري والكاتب محمد صالح الحبيشي الاستمرار في ظروف جديدة عليهم دون علمهم بينما رضي الفنان عادل سمنان وغيره من الفنانين في إكمال مشوار كيني ميني الذي استمر بعدها لجزئيين آخرين رابع وخامس، من هنا أنتج التلفزيون اليمني ممثلا بالفضائية اليمنية مسلسل عيني عينك بنفس الكادر الأصلي لكيني ميني مع غياب ممثلين اختاروا أن يواصلوا كيني ميني، بدأ بنفس الأسلوب الذي تعود عليه المواطن اليمني في رمضان حتى أصبح جزءا من حياة بعد الإفطار في اليمن وحقق شهرة واسعة واستمر في مقدمة المسلسلات المُشاهدَة في اليمن وأنتج منه ثلاثة أجزاء.

## الممثلون
- عبد الكريم الأشموري[2]
- نوال عاطف
- إبراهيم شرف الدين
- عبد الرحمن المسيبي
- عمر عبد الله
- عقلان مرشد
- أمل إسماعيل
- منال المليكي
- حسين حنظل
- أحمد حجر
- محمد القطاع
- خالد الجرموزي
- عبد القادر اليريسي

والكثير من فناني اليمن على طول أجزائه.
1. ↑  "العلفي: مسلسل «عيني عينك» سيفرض نفسه في رمضان". يمرس. اطلع عليه بتاريخ 2024-06-17.
2. ↑  "وفاة الفنان اليمني عبدالكريم الأشموري قبل إكماله تصوير مسلسل رمضاني". صحيفة الخليج. اطلع عليه بتاريخ 2024-06-17.